# Suru (Sooko)
Suru is een bestuurslaag in het regentschap Ponorogo van de provincie Oost-Java, Indonesië. Suru telt 3972 inwoners (volkstelling 2010).